# Gloghinka, Tărgoviște
Gloghinka (în bulgară Глогинка) este un sat în comuna Popovo, regiunea Tărgoviște,  Bulgaria. 

## Demografie
Componența etnică a satului Gloghinka
     Nicio identificare (46,59%)
     Turci (42,5%)
     Bulgari (10,9%)
     Romi (0%)
La recensământul din 2011, populația satului Gloghinka era de 440 locuitori. Nu există o etnie majoritară, locuitorii fiind turci (42,5%) și bulgari (10,9%). Pentru 46,59% din locuitori nu este cunoscută apartenența etnică.